# Immanuel Weismann
Immanuel Weismann (* 24. September 1683 in Waiblingen; begr. 17. Februar 1745 in Urach) war ein deutscher Mediziner, Stadtphysicus in Urach und Mitglied der Gelehrtenakademie „Leopoldina“.

## Leben
Immanuel Weismann wurde als Sohn des württembergischen Theologen Ehrenreich Weismann (1641–1717) geboren. Immanuel Weismann studierte Medizin an der Eberhard-Karls-Universität Tübingen. Er war zunächst Physicus in Leonberg-Eltingen, später dann Stadtphysicus in Urach. 
Sein Bruder, Christian Eberhard Weismann (1677–1747), war evangelischer Theologe und Professor für Theologie an der Eberhard-Karls-Universität Tübingen.
Immanuel Weismann wurde am 13. Februar 1713 unter der Matrikel-Nr. 296 mit dem akademischen Beinamen APOLLOPHANES I. als Mitglied in die  Leopoldina aufgenommen.

## Veröffentlichungen
- mit Rudolf Jacob Camerarius: Decanus Et Collegium Facultatis Philosophicae In Universitate Tubingensi L. S. : Haud ita pridem famâ obitum Gloriosissimae memoriae Imperatoris Leopoldi I.... Nomina Candidatorum. 1. Immanuel Weißmann ...  Tübingen : Universitätsbibliothek, Original: 1705
- mit Rudolf Jacob Camerarius: Exercitatio academica de etesiis, Tubingae, Typus Johann Conradi Reisii, 1705. digitalisat
- mit Johann Zeller: Docimasiam, Signa, Causas, & Noxam Vini Lithargyro Mangonisati Des mit Silberglette verfälschten Weins. Praeside ... Dn. Johanne Zellero ... Die XXIII. April. Anno MDCCVII. Solenni & placido Eruditorum Examini subjiciet M. Immanuel Weißmann, Waiblingensis, Tubingae Reisig 1707, 24 Seiten.
- mit H. Franck: Auffrichtige Abwarnung Gegen Einige Krancken Insonderheit gerichtet, Welche Zu offentlichem Aergernuß und grossem Nachtheil ihrer Ehre, Gesundheit und Lebens, GOttes heilige und verborgene Fügungen über Leben und Tod sündlich syndiciren, sich selbst und ihr kränckliches Wesen nicht wahrhafftig einsehen; Mit den Practicis Ordinariis und dero Artzeneyen öffters kaltsinnig und ungebührlich handlen, und zu untügenden Hümplern hin und her außschwärmen. Allwo zugleich Der von selbst unverwerffliche Unterscheid Eines ... qualificirten Medicinae Doctoris und Practici, gegen einem unbefugten ... Medicastro ... Auch was massen sowohl der Medicus in seiner Ampts-Gebühr, als der Patient Zeit seiner Unpäßlichkeit ... sich verhalten sollen? ... kürztlich behandlet wird. Erschienen: Tübingen, Franck, 1716.